# Теплушка (вагон)

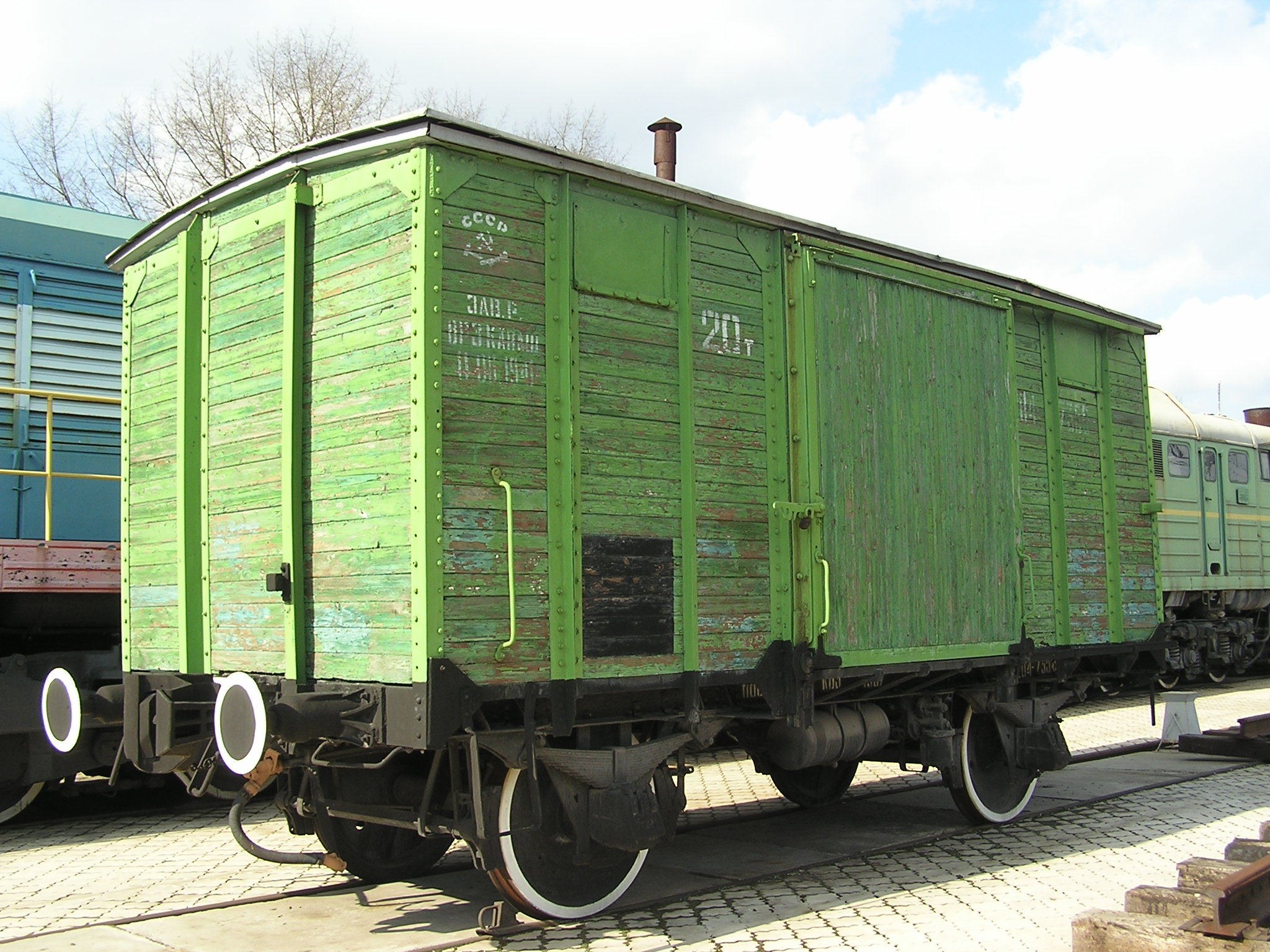
Нормальный товарный вагон (НТВ).

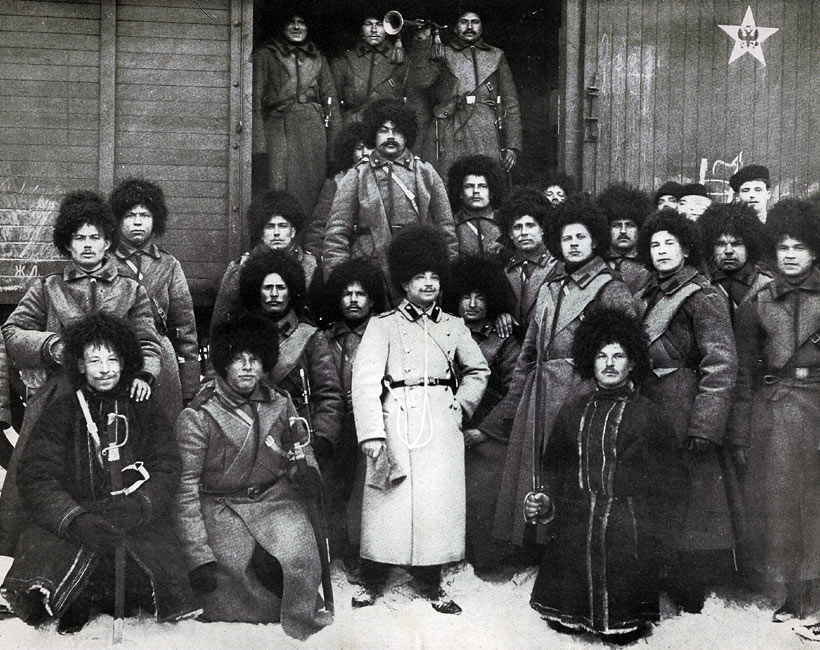
23-я артиллерийская бригада перед отправлением на воинском поезде из Гатчины на японский фронт в Маньчжурию, зима 1904 года.
По просьбе фотокорреспондента Виктора Буллы канониры картинно выстроились для парадного снимка, на вагоне — пятиконечная звезда с орлом

«Теплу́шка», «теля́тник» — вагон НТВ (нормальный товарный вагон), переоборудованный под перевозку людей или лошадей, как правило, личного и конного состава формирований вооружённых сил в России. Неотапливаемая и неутеплённая разновидность таких вагонов именовалась «телятниками», поскольку они предназначались для перевозки скота.

## Описание
НТВ, как основной тип вагона на российских железных дорогах, предполагал конструктивную возможность своего быстрого переоборудования для этой цели в случае крайней надобности (то есть прежде всего для переброски войск). Для этого вагон оборудовался двух- или трёхъярусными нарами, утеплялся, при необходимости, снаружи слоем войлока, пол делался двухслойным, с заполнением промежутка опилками. В загрузочные бортовые люки вставлялись рамы со стёклами, могли утепляться двери, в центре могла быть поставлена печка-«буржуйка». Для перевозки животных сооружались стойла по четыре в каждой из половин вагона. Часто полного (по проекту) переоборудования вагона не производилось из-за недостатка времени или материалов. Стандартная вместимость теплушки на базе НТВ — сорок человек или восемь лошадей (или двадцать человек плюс четыре лошади).
«Нормальные» теплушки массово использовались для перевозки войск, депортируемых, беженцев и заключённых в период с 1870-х до конца 1940-х годов. При перевозке депортируемых и заключённых печка в вагоне могли и не устанавливать, заключённые и депортируемые периодически вмерзали в доски обшивки вагонов. Из воспоминаний актрисы Лилиты Озолини о своём детстве:

«Моего отца, латышского лётчика, репрессировали. Мама ехала за ним в ссылку, и моя старшая сестра Вия погибла в одном из ссыльных поездов. Попросту замерзла»
С появлением в 1936 году четырёхосных крытых грузовых вагонов название «теплушка» стало применяться и по отношению к ним в случае их соответствующего переоборудования. Отличие в переоборудовании по сравнению с НТВ заключалось в установке двух печек, — в каждой из половин вагона, — и в устройстве поперечных перегородок, делящих вагон на три отсека (впрочем, часто это не делалось). Четырёхосные теплушки часто используются до сих пор для переброски войск (на учения, при передислокации).
Часто название «теплушка» ошибочно применяют по отношению к переселенческим («столыпинским») вагонам. На самом деле переселенческие вагоны классифицировались как пассажирские четвёртого класса и не были приспособлены для перевозки грузов; теплушки же могли быть быстро приспособлены вновь для грузовой работы — достаточно было убрать печку. Также ошибочно называть «теплушками» специальные вагоны для перевозки заключённых («вагонзаки») — это так же отдельный тип пассажирских вагонов.